# 23ª edizione della Nongshim Cup
La 23ª edizione della Nongshim Cup è una competizione di Go internazionale la cui fase finale si è disputata tra l'11 ottobre 2021 e il 26 febbraio 2022 tra le squadre di Corea del Sud, Repubblica Popolare Cinese e Giappone: la vittoria è andata alla squadra sudcoreana (6–4), mentre il secondo posto è andato alla squadra giapponese (5–5) e il terzo a quella cinese (3–5).
Il giapponese Iyama Yuta e il sudcoreano Shin Jin-seo hanno ottenuto quattro vittorie consecutive.

## Partecipanti
Alla competizione partecipano tre squadre nazionali, ciascuna composta da cinque goisti professionisti:
 Corea del Sud
Shin Jin-seo 9d, Shin Min-jun 9d, Byun Sang-il 9d , Park Jung-hwan 9d, Won Sung-jin 9d;
 Cina
Ke Jie 9d, Mi Yuting 9d, Li Qincheng 9d, Fan Tingyu 9d, Li Weiqing 9d;
 Giappone
Iyama Yuta 9d, Ichiriki Ryo 9d, Shibano Toramaru 9d, Kyo Kagen 9d, Yu Zhengqi 8d.

## Svolgimento
La competizione si svolge secondo il formato vinci-e-continua: si affrontano i primi due goisti, il perdente esce dalla competizione, il vincitore continua ad affrontare gli avversari finché non viene sconfitto a sua volta; la squadra che elimina tutti gli avversari vince.
| Data             | Vincitore      | Risultato | Sconfitto        |
| ---------------- | -------------- | --------- | ---------------- |
| 11 ottobre 2021  | Won Sung-jin   | N+R       | Shibano Toramaru |
| 12 ottobre 2021  | Li Weiqing     | B+R       | Won Sung-jin     |
| 13 ottobre 2021  | Kyo Kagen      | N+R       | Li Weiqing       |
| 14 ottobre 2021  | Park Jung-hwan | B+R       | Kyo Kagen        |
| 26 novembre 2021 | Fan Tingyu     | N+R       | Park Jung-hwan   |
| 27 novembre 2021 | Iyama Yuta     | B+R       | Fan Tingyu       |
| 28 novembre 2021 | Iyama Yuta     | B+R       | Byun Sang-il     |
| 29 novembre 2021 | Iyama Yuta     | B+R       | Li Qincheng      |
| 30 novembre 2021 | Iyama Yuta     | N+R       | Shin Min-jun     |
| 21 marzo 2022    | Mi Yuting      | B+R       | Iyama Yuta       |
| 23 marzo 2022    | Shin Jin-seo   | B+R       | Mi Yuting        |
| 24 marzo 2022    | Shin Jin-seo   | B+R       | Yu Zhengqi       |
| 25 marzo 2022    | Shin Jin-seo   | B+R       | Ke Jie           |
| 26 marzo 2022    | Shin Jin-seo   | B+R       | Ichiriki Ryo     |

La partita del 22 marzo tra il cinese Mi Yuting e il sudcoreano Shin Jin-seo è stata annullata per un problema tecnico: Mi ha effettuato la sua mossa, ma il computer ha indicato che aveva terminato il suo tempo; i giudici hanno deciso di far disputare nuovamente la partita il giorno successivo, e Shin ha vinto.